# 인천석정초등학교
인천석정초등학교는 대한민국 인천광역시 남동구 간석동에 있는 공립 초등학교이다.

## 학교 연혁
- 1989년 3월 1일: 개교
- 1993년 2월 13일: 제1회 졸업식
- 1999년 12월 1일: 교육부 장관 표창(학교보건 관리 및 학교 급식 수범)
- 2005년 10월 7일: 석정꿈돋이 도서관 개관
- 2006년 12월 22일: 인천광역시동부교육청 학교 평가 우수교
- 2007년 12월 24일: 전국 100대 교육과정 최우수 학교 선정
- 2008년 12월 15일: 인천광역시 학력 향상 우수교 선정
- 2009년 3월 2일: 52학급 편성(특수학급 2학급)
- 2009년 6월 1일: 제38회 전국소년체전 탁구부 금메달 수상
- 2009년 11월 4일: 학교평가 종합 우수교 선정
- 2010년 12월 17일: 창의인성교육 활동 우수학교 선정
- 2011년 8월 16일: 전통예절실 구축
- 2011년 12월 16일: 석정 육상부 창단식
- 2012년 9월 13일: Art Gallery 개관
- 2012년 10월 12일: 석정 오케스트라 창단
- 2013년 6월 23일: 인천광역시 동부교육지원청 교육장배 수영경기대회 단체상 수상
- 2013년 12월 4일: 동부 가상모의수업 중심학교 보고회
- 2014년 3월 10일: 담장 개선 사업, Wee클래스, 햇살방2(방과후보육교실) 구축
- 2014년 11월 24일: 석정 오케스트라 3대 고리잇기 음악회 합동 공연
- 2016년 9월 1일: 석정학생합창단 창단
- 2017년 인천광역시 동부교육지원청 교육장기 학교스포츠클럽 줄넘기대회 1위(창작줄넘기 부문)
- 2018년 9월 18일: 인천광역시 동부교육지원청 교육장기 학교스포츠클럽 줄넘기대회 1위(긴줄함께뛰기 부문)
- 2018년 9월 30일: 인천광역시 동부교육지원청 교육감기 육상경기대회 2위(400m 릴레이부문)
- 2019년 3월 5일: 2019년 SW교육 선도학교 선정(갱신)
- 2021년 1월 12일: 제29회 졸업식(남 71명, 여 84명, 계 155명)
- 2021년 3월 2일: SW·AI 중점학교 운영

## 참고 자료
- 인천석정초등학교 - 한국교육학술정보원 학교알리미